# Lagonísi
Lagonísi är en ö i Grekland.   Den ligger i regionen Grekiska fastlandet, i den centrala delen av landet, 140 km väster om huvudstaden Aten.